# A Limited Divorce
A Limited Divorce è un cortometraggio muto del 1912 scritto e diretto da Dell Henderson.

## Produzione
Il film fu prodotto dalla Biograph Company.

## Distribuzione
Distribuito dalla General Film Company, il film - un cortometraggio di 140 metri - uscì nelle sale cinematografiche statunitensi il 17 ottobre 1912. Nelle proiezioni, veniva programmato con il sistema dello split reel, accorpato in un'unica bobina con un altro cortometraggio prodotto dalla Biograph, la commedia Like the Cat, They Came Back.
La Moving Pictures Sales Agency lo distribuì nel Regno Unito il 12 dicembre 1912.
Copia della pellicola viene conservata negli archivi del Museum of Modern Art.